# Arxiu Parroquial d'Olesa de Montserrat
L'Arxiu Parroquial d'Olesa de Montserrat (APOM), és l'arxiu parroquial responsable de la custòdia, conservació i comunicació de la documentació generada per la parròquia catòlica de Santa Maria d'Olesa de Montserrat (Catalunya). L'APOM és, per la quantitat i la qualitat del seu fons documental, un dels arxius parroquials més importants de l'Arxiprestat de Montserrat i del Bisbat de Sant Feliu de Llobregat al qual pertany la parròquia d'Olesa de Montserrat. L'Arxiu Parroquial d'Olesa de Montserrat custodia documents històrics de gran valor com el testament de Santa Paula Montal de Sant Josep de Calassanç (fundadora de la Congregació Filles de Maria religioses de les Escoles Pies i pionera en l'ensenyament femení) la referència més antiga a les representacions de la Passió d'Olesa, datada l'any 1538, o l'acta de baptisme de Rosa Venes, heroïna de Tarragona en la Guerra del Francès. A més l'APOM ha estat objecte de la donació d'alguns fons patrimonials de notable interès (Fons Patrimonial Boada Bayona, Fons Patrimonial Matas Coscoll Vinyals).